# Novelo
Novelo este o localitate din comuna Miren - Kostanjevica, Slovenia, cu o populație de 54 de locuitori.